# Ruisseau de la Bindouyre
Le ruisseau de la Bindouyre ou l'Ouche est une  rivière du sud-ouest de la France, affluent du Dourdou de Conques sous-affluent de la Garonne par le Lot.

## Géographie
De 11,1 km de longueur, le ruisseau de la Bindouyre ou l'Ouche prend sa source dans le département de l'Aveyron commune de Saint-Christophe-Vallon et se jette dans le Dourdou de Conques sur la commune de Nauviale en rive droite.

## Départements et communes traversés
- Aveyron : Escandolières, Saint-Christophe-Vallon, Nauviale

## Principaux affluents
- Ruisseau d'Entérieux : 2,9 km
- Ruisseau de Graule : 5,2 km